# Коле Кјеза Санта Марија (Палермо)
Коле Кјеза Санта Марија је насеље у Италији у округу Палермо, региону Сицилија.
Према процени из 2011. у насељу је живело 17 становника. Насеље се налази на надморској висини од 383 м.